# Airdevronsix-Gletscher
Der Airdevronsix-Gletscher ist ein Gletscher im ostantarktischen Viktorialand. Er fließt in südöstlicher Richtung und mündet in Form der Airdevronsix-Eisfälle in den Oberen Wright-Gletscher. Der Delinski-Gletscher mündet wiederum in ihn hinein.
Benannt ist er seit 2004 in Verbindung mit den Eisfällen nach der Flugstaffel VX-6 der United States Navy (US Navy Air Development Squadron Six), die zahlreiche Versorgungs- und Erkundungsflüge in der Antarktis unternahm.